# Juan José González Argüelles
Juan José González Argüelles, més conegut com a Juanjo (Gijón, 9 d'octubre de 1973) és un exfutbolista i entrenador asturià.

## Trajectòria
Com a jugador, va ocupar la posició de porter. Va desenvolupar pràcticament tota la seua carrera a les files de l'Sporting de Gijón. Va debutar en un encontre de la temporada 94/95, mentre alternava la tercera plaça de porter del primer equip amb les actuacions amb l'Sporting B.
Puja definitivament al primer equip la temporada 97/98, l'any del descens de categoria. Una mala campanya per al club asturià, que va ser cuer i que va alinear un bon nombre de jugadors, entre ells a tres porters, el veterà Ablanedo II, l'internacional Lekovic i a Juanjo, que jugà 12 partits.
Va estar a l'Sporting durant cinc anys en Segona Divisió, sent normalment el porter suplent, tret de la temporada 99/00, en la qual va sumar 21 partits, si fa no fa, la meitat de la lliga. El 2003 deixa l'Sporting i juga al Linares abans de penjar les botes.

## Com a entrenador
La seua faceta tècnica comença amb els juvenils del Linares. Després, entrena a la UP Langreo, CD Llanes i l'Real Avilés, abans d'ostentar el càrrec de segon entrenador al Racing de Santander.